# 国道客運台北総站

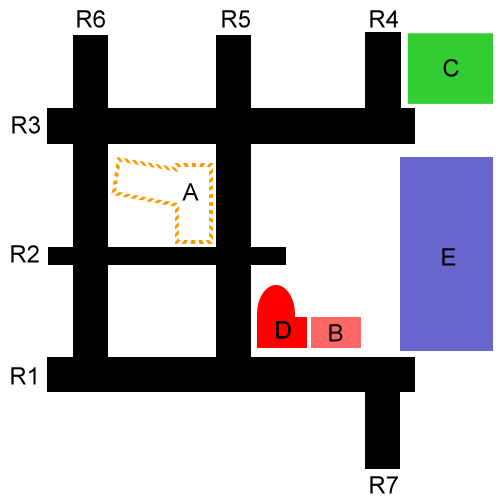
当時の周辺図(Aが総站)

国道客運台北総站（こくどうきゃくうんたいぺいそうたん、繁体字: 國道客運台北總站、英文表記: Taipei Intercity Bus Terminal）は台湾台北市中正区にあった長距離高速バスのバスターミナルである。

## 概要
1990年代、台湾における長距離バスによる旅客運事業が民間企業に開放されると、台北駅周辺には各長距離バス事業者が承徳路等の周辺道路にバス発着所を密集させたため、交通の混乱が生じていた。台北市政府は台北駅に特選専用エリアの交九用地に長距離バス運行施設を計画、略称を交九転運站とした。
台北駅周辺の長距離バスターミナル問題改善の第一歩として、台北市は台北駅特定専用エリアD1地区（市民大道及び重慶北路交差点南西側、住所は北平西路55号）に臨時高速バスターミナルを設置、2005年8月16日11時に当時の台北市長であった馬英九によるテープカットを経て供用開始した。これが現在の当駅である。
2004年末、日勝生活科技はBOT方式による交九転運站に対する50年の開発権を獲得、交九転運站を台北転運站と改称した、2005年6月1日に着工した、2009年3月15日に完成、同年6月に供用開始となった。完成に伴い国道客運台北站も移転、D1エリアは台北双子星の建築予定地として転用されることとなった。地下部分には桃園捷運機場線の台北車站が設置されている。
2009年8月19日、台北転運站（旧称　交九転運站）の営業開始に伴い、当駅の路線は10本のみとなった。2009年9月以降、一部の建物解体のため、プラットホームは7本のみとなっている。
2010年1月20日、台北西站Ａ棟（旧国光客運台北東站）の営業開始に伴い、最後まで残っていた路線が移転。当ターミナルの営業が終了した。

## 廃止まで乗り入れていたバス事業者・路線
※プラットホームは28～34番乗り場のみ。34番乗り場は転運站連絡バスの予備
- 建明客運（飛狗巴士）
  - 28 中壢
- 大有巴士
  - 28 南崁、桃園国際空港、大園
- 三重客運
  - 29 林口長庚医院、林口竹林山観音寺
- 新竹客運、三重客運
  - 29 楊梅
- 国光客運
  - 30B 羅東、南方澳
  - 30A 桃園
  - 31 中壢
  - 32 金山、法鼓山
- 汎航通運
  - 33 林口長庚医院

## かつて乗り入れていたバス事業者・路線
各路線の乗り場番号順に掲載する
※ : 悠遊カードを使用して乗車券が購入、あるいは直接乗車可能な路線。
- 尊龍客運（和欣客運に業務委託）
  - 台北東区 - 台中
- 葛瑪蘭客運（旧福和客運及び大有巴士共用乗り場を使用）
  -    板橋－宜蘭－羅東（宜蘭直通／羅東直通／全程車）
- 大有巴士（当時経営者が同一であった福和客運との共用乗り場）
  - 台北－桃園国際空港（西線）
- 巨業交通
  - 台北－台中港（統聯客運に業務委託）
  - 台北－沙鹿
- 豊原客運
  - 台北－豊原
- 汎航通運
  - 台北車站－林口長庚医院
- 三重客運
  -    台北車站－林口竹林山観音寺（林口長庚医院経由）
- 新竹客運
  - 台北－楊梅
  - 台北－新竹（三重客運と共同運行）
- 建明客運
  - 台北－高雄
  - 台北－中壢
- 和欣客運   
  - 台北－台中
  - 台北東区－台中（尊龍客運路線）
  - 台北－台中－嘉義
  - 台北－台南
  - 台北－台南－高雄
- 阿羅哈客運
  - 台北－台中
  - 台北－嘉義
  - 台北－高雄
- 国光客運
  - 台北－二城－羅東
  - 台北－竹安－南方澳
  -    台北－金山青年活動中心（大部分は法鼓山行）
  - 台北－桃園
  - 台北－中壢
  - 台北－新竹
  - 台北－北二高－竹東
  - 台北－北二高－大渓－竹東
  - 台北－頭份－竹南
  - 台北－中山高－苗栗
  - 台北－北二高－苗栗
- 豪泰客運
  -    台北－新竹
- 統聯客運
  - 台北－台中港
  - 台北－二水－竹山
  - 台北－北港－三條崙
  - 台北－布袋
  - 台北－朴子－東石
  - 台北－西港
  - 台北－西螺－四湖－三條崙
  - 台北－西螺－林厝寮－三條崙
  - 台北－虎尾－三條崙
  - 台北－草屯－竹山
  - 台北－鹿港－芳苑
  - 台北－麻豆－佳裡－漚汪
  - 台北－學甲－苓子寮
  - 台北－中山高－台南
  -    台北－中清路－台中
  -    台北－中港路－台中
  -    台北－台中中港転運站（向経過路線補位）
  -    台北－台中朝馬（向経過路線補位）
  - 台北－屏東
  - 台北－員林
  - 台北－高雄
  - 台北－嘉義
  - 台北－彰化
  - 台北－豊原－東勢

## 台北転運站の運用開始
詳細は台北転運站を参照
2009年6月末に営業開始。1階はチケット売り場として30箇所の窓口及び各種サービス施設が設置されている。2階から4階はバス乗り場であり、50箇所（乗車用32、予備16、レッカー車専用2）の乗り場が設置されている。1時間あたりの輸送量は車両466台、旅客数は1万人を超えている。
台北駅からの長距離バスは全て当ターミナルより出発していたが、乗車のみとなっており、降車は旧来通り承徳路、北平西路などの台北駅周辺の幹線道路で行われていた。このほか日統客運は未だに本ターミナルを利用しておらず、また国光客運も営業する長距離路線が多いため旧台北駅発着路線のみが利用し、そのほかの路線は自社の台北東站及び台北西站を利用していた。